# Mark Wasikowski
Mark P. Wasikowski (Seal Beach, Kalifornia, 1971. március 24. –) amerikai baseballjátékos és -edző, 2020 óta az Oregon Ducks baseballcsapatának vezetőedzője.
Több egyetemen is baseballozott, 1992-ben a Pepperdine Waves College World Seriesre kijutott csapatának játékosa volt. Az 1993-as MLB-draftban kiválasztotta a Milwaukee Brewers, azonban az ajánlatot visszautasította, és inkább tanulmányira koncentrált. Edzői pályafutása 1997-ben kezdődött.
Vezetőedzői pályafutása 2016. július 24-én kezdődött a Purdue Boilermakersnél. Wasikowski első nyertes mérkőzését a csapat 2017. február 17-én játszotta.

## Fiatalkora
A Los Alamitos-i Középiskolában három évig a baseballcsapat shortstopja volt, majd 1989. április 25-én három évre szerződött a Hawaii Rainbow Warriorshoz.

## Játékosként
1990-ben egy szezonban a Hawaii Rainbow Warriorsnál játszott, majd a Santa Ana College Donshoz szerződött, ahol ösztöndíjat nyert a Pepperdine Egyetemre. 1992-ben és 1993-ban a West Coast Conference egyik legjobb játékosa lett.
Az 1993-as MLB-draft során a Milwaukee Brewers kiválasztotta a 35. körben.

## Edzői pályafutása
1994-ben a Pepperdine Waves, majd 1997–1998-ban a Southeast Missouri State Redhawks helyettes edzője volt; utóbbi csapat 1998-ban kijutott az NCAA regionális bajnokságára. 1999-ben Andy Lopez alatt a Florida Gators helyettes edzője, majd 2002-től Lopezzel együtt az Arizona Wildcats munkatársa.
2012 és 2016 között az Oregon Ducks edzője, majd 2017 és 2019 között a Big Ten Conference-bajnok Purdue Boilermakers munkatársa.
2019. június 11-ével visszatért az Oregon Duckshoz.

## Eredményei edzőként
| Év                                       | Eredmény                                 | Eredmény                                 | Helyezés                                 | Továbbjutás                              |
| Év                                       | Összesített                              | Konferencia                              | Helyezés                                 | Továbbjutás                              |
| Purdue Boilermakers (Big Ten Conference) | Purdue Boilermakers (Big Ten Conference) | Purdue Boilermakers (Big Ten Conference) | Purdue Boilermakers (Big Ten Conference) | Purdue Boilermakers (Big Ten Conference) |
| ---------------------------------------- | ---------------------------------------- | ---------------------------------------- | ---------------------------------------- | ---------------------------------------- |
| 2017                                     | 29–27                                    | 12–12                                    | 8.                                       | Big Ten bajnokság                        |
| 2018                                     | 38–21                                    | 17–6                                     | 2.                                       | NCAA Regional                            |
| 2019                                     | 20–34                                    | 7–12                                     | 16.                                      | –                                        |
| Eredmény:                                | 87–82 (.515)                             | 36–34 (.514)                             | –                                        | –                                        |
| Oregon Ducks (Pac-12 Conference)         |                                          |                                          |                                          |                                          |
| 2020                                     | 8–7                                      | 0–0                                      | –                                        | A szezon a Covid19 miatt megszakadt.     |
| 2021                                     | 39–16                                    | 20–10                                    | 2.                                       | NCAA Regional                            |
| 2022                                     | 36–25                                    | 18–12                                    | 4.                                       | NCAA Regional                            |
| 2023                                     | 41–22                                    | 16–14                                    | 6.                                       | NCAA Super Regional                      |
| 2024                                     | 21–7                                     | 7–3                                      | –                                        | –                                        |
| Eredmény:                                | 145–77 (.653)                            | 52–30 (.634)                             | –                                        | –                                        |
| Összesen:                                | 232–159 (.593)                           | –                                        | –                                        | –                                        |
| Jelmagyarázat: Konferenciatorna-bajnok   |                                          |                                          |                                          |                                          |

## Fordítás
- Ez a szócikk részben vagy egészben  a   Mark Wasikowski című angol Wikipédia-szócikk ezen változatának fordításán alapul.  Az eredeti cikk szerkesztőit annak laptörténete sorolja fel. Ez a jelzés csupán a megfogalmazás eredetét és a szerzői jogokat jelzi, nem szolgál a cikkben szereplő információk forrásmegjelöléseként.